# Juarez (Chihuahua)
Juárez è un comune del Messico, situato nello stato di Chihuahua.